# Acropteromma munroanum
Acropteromma munroanum är en tvåvingeart som beskrevs av Mario Bezzi 1926. Acropteromma munroanum ingår i släktet Acropteromma och familjen borrflugor. Inga underarter finns listade i Catalogue of Life.